# Szerszámkészítő

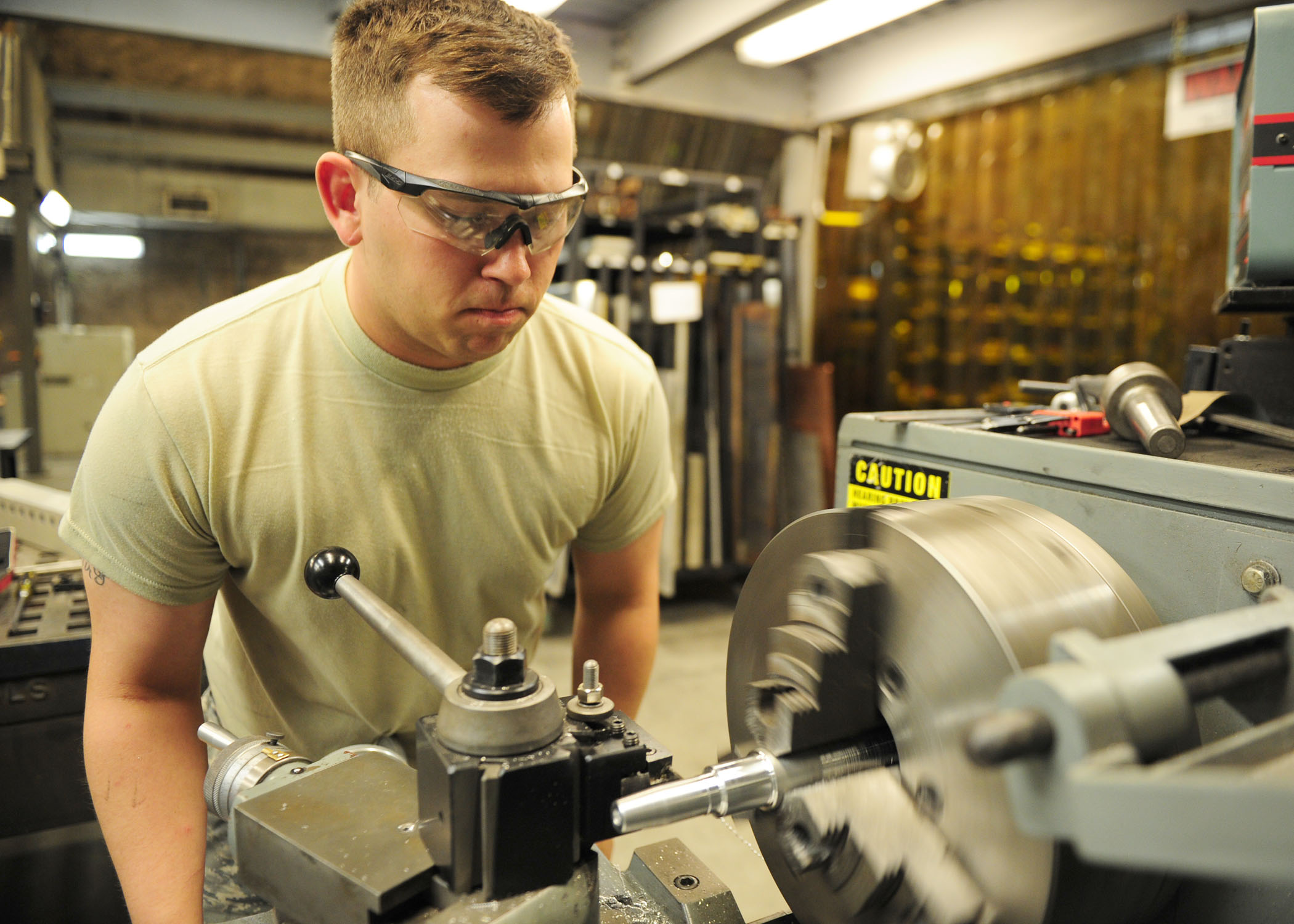
Az esztergagépnél

A szerszámkészítő egy foglalkozás. A szerszámkészítő "fémet, műanyagot és egyéb anyagokat forgácsoló, sajtoló, alakító és megmunkáló gépekhez készít szerszámbefogó, -vezető és -tartó készülékeket, különleges kéziszerszámok, mérőeszközök, meleg- és hidegalakító-, hajlító-, sajtoló-, kivágó-, sorjázó-, kalibráló- stb. szerszámok gyártását, vizsgálatát és felújítását végzi."

## Feladatai
- az adott alkatrész, készülék gyártástechnológiájának megtervezése;
- anyagok, segédanyagok biztosítása;
- termelőeszközök előkészítése, munkagép kiválasztása;
- a munka tárgyának előkészítése, megmunkálások kézi, gépi megválasztása;
- hőkezelések esetleges elvégzése;
- szabványos elemek kiválasztása, a szerelhetőség ellenőrzése;
- ellenőrzések, összetett alak- és helyzetmérések végzése, az előírt azonosító adatok felvitele;
- szerszám-, készülékelemek összeépítése;
- a működéshez szükséges méretek (léptetés, löketelőtolás, stb.) beállítása, a perifériák összekapcsolása a szerszámmal (kivető, léptető, stb.);
- a szerszám esetleges hidraulikus/pneumatikus működtető berendezéseinek beállítása;
- szerszám/készülék működtetése, minősítése, felmerülő hibák kijavítása a minősítés során;
- karbantartás, javítás, felújítás végzése;
- szerszámok/készülékek megbontása, szétszerelése.

## Jellemző munkakörei
Cipőipariszerszám-készítő

Fémipari eszközgyártó

Gyémántszerszám-készítő

Idomszerész

Mezőgazdasági szerszámkészítő

Optikai szerszámkészítő

Szabászkés-készítő

Szerszámmegmunkáló

Vésnökszerszám-készítő

Zárszerszám-készítő